# Prałatura Terytorialna Mixes
Prałatura terytorialna Mixes (łac. Territorialis Praelatura Mixepolitanus) – prałatura terytorialna Kościoła rzymskokatolickiego w Meksyku. Należy do archidiecezji Antequera. Została erygowana 21 grudnia 1964 roku przez papieża Pawła VI bullą Sunt in Ecclesia. Wierni z tych terenów należeli wcześniej do diecezji Tehuantepec.

## Ordynariusze
- Braulio Sánchez Fuentes SDB (1970–2000)
- Luis Felipe Gallardo Martín del Campo SDB (2000–2006)
- Héctor Guerrero Córdova SDB (2007–2018)
- Salvador Cleofás Murguía Villalobos (od 2018)